# 洞爺湖町
洞爺湖町（日语：／ Tōyako chō */?）是北海道膽振綜合振興局西部的一個城鎮，南邊面向內浦灣。境內有多個北海道的著名旅遊景點，包括位於支笏洞爺國立公園內的洞爺湖溫泉，和東側鄰近壯瞥町的有珠山和昭和新山。每年吸引200多萬的遊客前來旅遊。當地主要產業為農業、漁業、工商業、服務業和觀光業。另外，由於漫畫《銀魂》的影響，洞爺湖所出產標有「洞爺湖」字樣的木刀也小有名氣。而因為洞爺湖是此城鎮最重要的觀光資源，因此以「洞爺湖」命名。

## 歷史
- 1880年：虻田村設置村戶長役場，管轄虻田村、振苗村、弁邊村、禮文村。
- 1882年：振苗村併入虻田村。
- 1887年：來自香川縣的移民進入虻田村大原地區開墾，並將當地以阿伊努語的「Toyo」（意思為湖岸）命名為「洞爺」。
- 1893年：俱知安村（現在的俱知安町和京極町）從虻田村分村。
- 1897年6月14日：真狩村（現在的真狩村、留壽都村、新雪谷町和喜茂別町）從虻田村分村。
- 1901年10月16日：狩太村（現在的新雪谷町）從虻田村分村。
- 1902年4月1日：虻田村和弁邊村（現在的豐浦町）共同設置聯合役場，並成為北海道二級村。[4]
- 1909年：虻田村和弁邊村的聯合役場解散。
- 1920年6月1日：洞爺村從虻田村分村，成為北海道二級村。
- 1938年4月1日：虻田村成為北海道一級村。
- 1938年10月1日：虻田村改制為虻田町。
- 2006年3月27日：虻田町和洞爺村合併為洞爺湖町。
- 2008年7月：在此舉辦。

## 交通

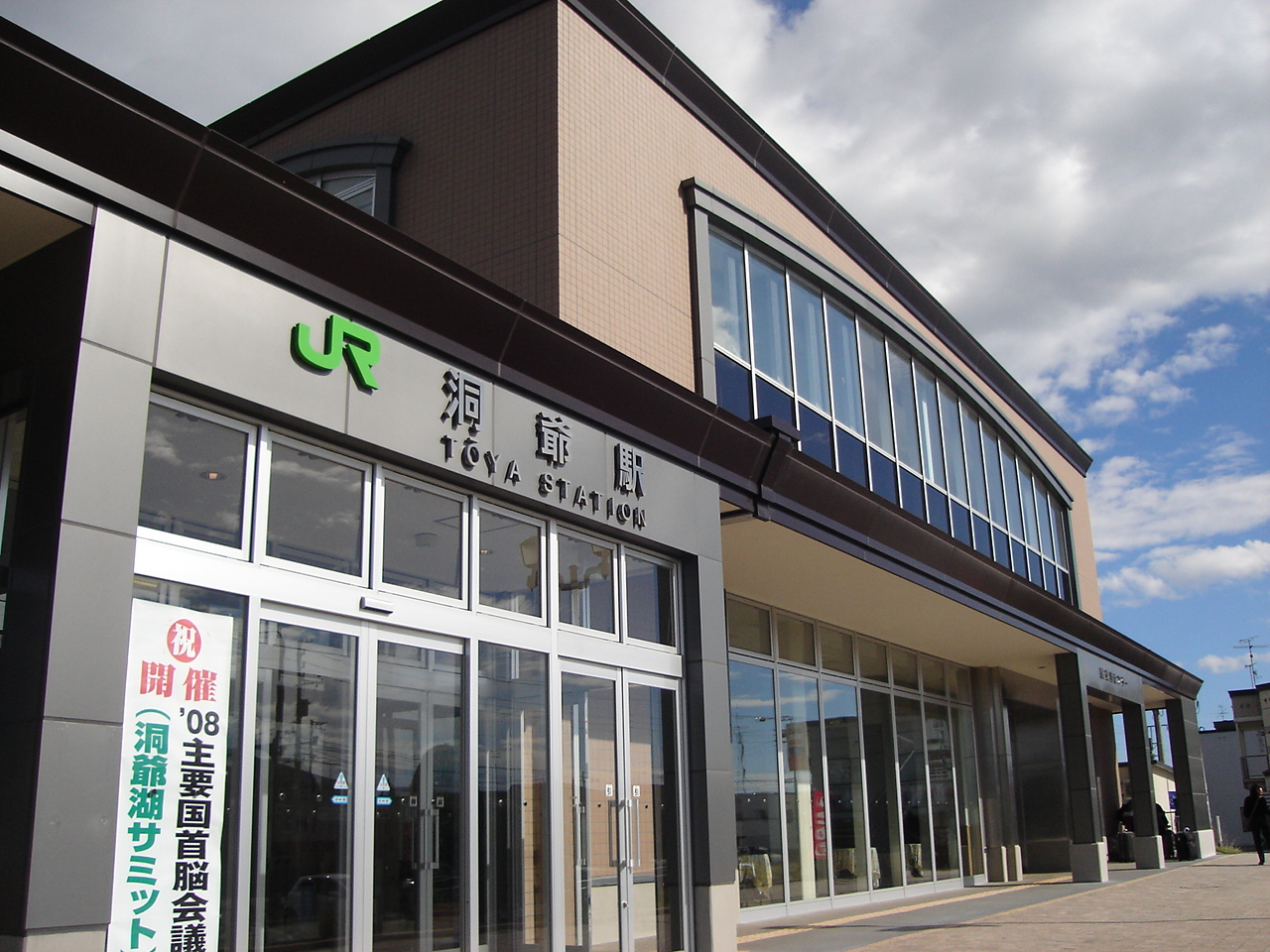
洞爺車站

### 機場
- 新千歲機場（位於千歲市和苫小牧市）

### 鐵路
- 北海道旅客鐵道
  - 室蘭本線：洞爺車站

### 道路
| 高速道路 - 道央自動車道：虻田洞爺湖交流道 一般國道 - 國道37號 - 國道230號 | 主要地方道 - 北海道道2號洞爺湖登別線 - 北海道道66號岩內洞爺線 - 北海道道132號洞爺公園洞爺線 道道 - 北海道道285號豐浦洞爺線 - 北海道道560號仲洞爺留壽都線 - 北海道道578號洞爺虻田線 |

### 巴士
- 道南巴士

## 觀光景點

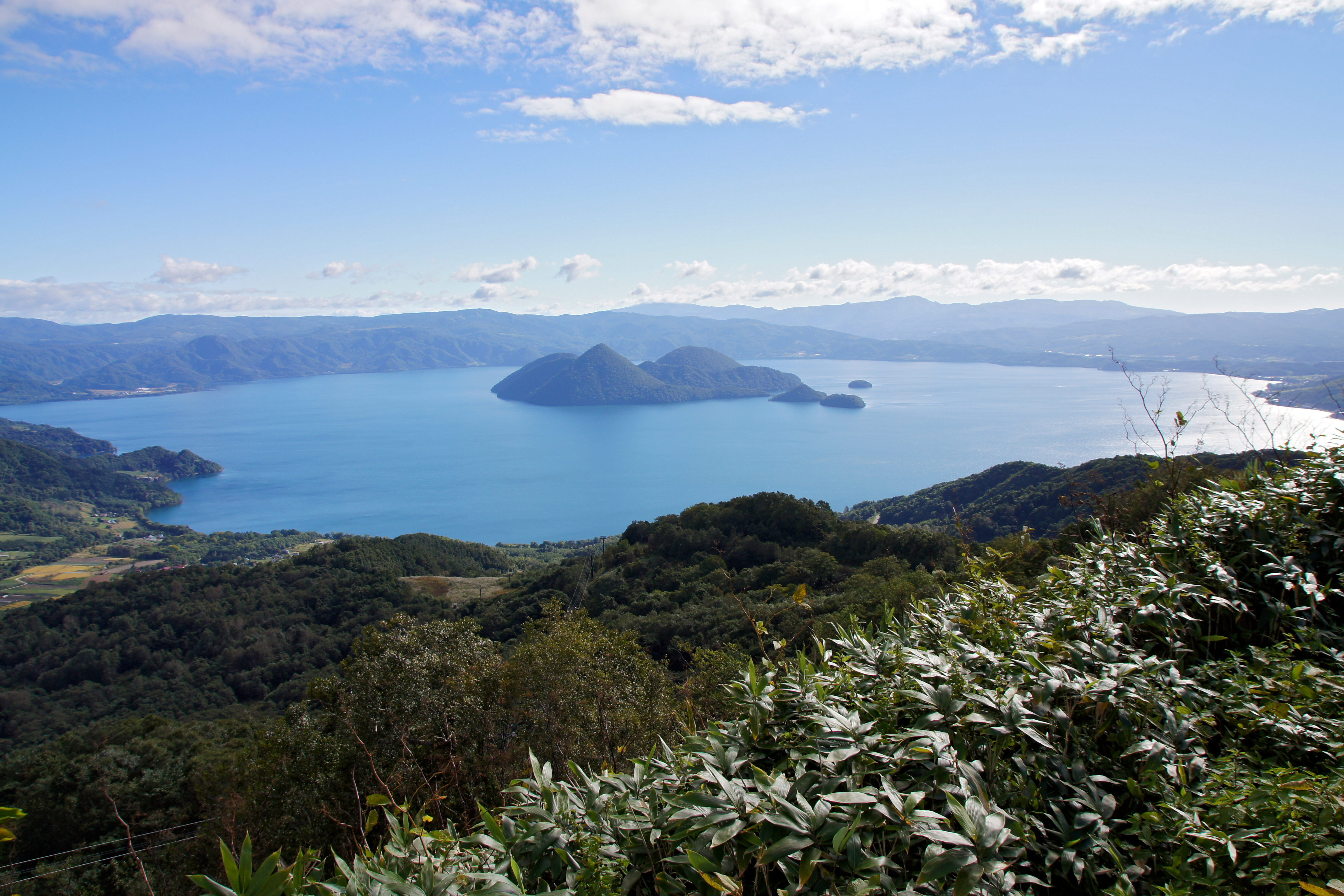
從溫莎酒店洞爺溫泉度假村遙望洞爺湖，湖對岸以及中島的對面一半屬有珠郡壯瞥町

| - 洞爺湖 - 洞爺湖溫泉 - 財田溫泉 - 火山科學館 - 展望台：可見2000年有珠山噴火時新產生的火山口。 - 洞爺湖森林博物館 - 入江貝塚公園 - 洞爺湖彫刻公園 | - 洞爺湖溫泉冬祭（每年2月） - 洞爺湖花火大會（4月28日至10月31日每天20:45） - 洞爺湖馬拉松（每年5月） - 洞爺湖溫泉夏祭（每年7月、8月） - 入江・高砂貝塚（國指定史跡） - 入江馬頭觀音碑（北海道指定有形文化財） - 月浦獅子舞（洞爺湖町指定）（月浦八幡神社） - 香川獅子舞（洞爺湖町指定）（香川出雲神社） - 曙獅子舞（洞爺湖町指定）（洞爺八幡神社） |

## 教育

### 大學設施
- 北海道大學北方生物圏領域科學中心洞爺臨湖實驗所

### 高等學校
| - 道立北海道虻田高等學校 （页面存档备份，存于） | - 町立北海道洞爺高等學校 |

### 中學校
| - 洞爺湖町立虻田中學校 | - 洞爺湖町立洞爺湖溫泉中學校 | - 洞爺湖町立洞爺中學校 |

### 小學校
| - 洞爺湖町立虻田小學校 - 洞爺湖町立洞爺湖溫泉小學校 - 洞爺湖町立花和小學校 | - 洞爺湖町立洞爺小學校 - 洞爺湖町立大原小學校 | - 洞爺湖町立成香小學校 - 洞爺湖町立香川小學校 |

## 姊妹市・友好都市

### 日本
- 箱根町（神奈川縣 足柄下郡）：原虻田町於1964年7月4日與其締結姊妹都市。
- 三豐市（香川縣）：原洞爺村於1975年4月與財田町締結姊妹都市，財田町後於2006年1月1日合併為三豐市。

### 海外
>

## 本地出身的名人
- 松田忠德：札幌國際大學觀光學部教授、溫泉評論家。

## 外部連結
行政
- 官方网站 
  - 災害・防災 （页面存档备份，存于）
  - 北海道洞爺湖町役場的Facebook專頁

産業
- 洞爺湖町商工会 （页面存档备份，存于）

観光
- 洞爺湖観光情報 （页面存档备份，存于）
- 洞爺湖温泉観光協会 （页面存档备份，存于）
  - Lake Toya Hot spring, Hokkaido, Japan的Facebook專頁
- http://www.touyanet.com （页面存档备份，存于）